# Linea E (metropolitana di Los Angeles)
La linea E (in inglese E Line), precedentemente nota come linea Expo (in inglese Expo Line), è una linea metrotranviaria della rete Los Angeles Metro Rail che collega East Los Angeles con Santa Monica, attraversando i quartieri Boyle Heights, Downtown, University Park, Exposition Park, Jefferson Park, West Adams e la zona Westside. È gestita dalla Los Angeles County Metropolitan Transportation Authority (LACMTA), che la indica internamente come linea 804 (linea 806 prima dell'apertura del Regional Connector nel 2023).
Incrocia le linee B e D nella stazione 7th Street/Metro Center, la linea K nella stazione di Expo/Crenshaw, e condivide le stazioni tra Little Tokyo/Arts District e Pico con la linea A.

## Storia

Simbolo in uso fino al 2023.

La linea venne costruita in due fasi. La prima fase (da Downtown Los Angeles a Culver City), i cui lavori ebbero inizio nel 2006, venne aperta al pubblico il 28 aprile 2012, ad eccezione della fermata intermedia Farmdale e del capolinea Culver City che furono inaugurati il successivo 20 giugno. La realizzazione della seconda fase (da Culver City a Santa Monica) iniziò nel settembre 2011 e venne completata il 20 maggio 2016.
Il 30 settembre 2014, con la posa della prima pietra, vennero avviati i lavori di costruzione del Regional Connector, un tunnel metrotranviario progettato per estendere le linee E ed A dalla stazione di 7th Street/Metro Center fino a Little Tokyo/Arts District. In contemporanea all'apertura del Regional Connector il 16 giugno 2023, la linea E è stata quindi prolungata verso est, incorporando la sezione sud della linea L tra Little Tokyo/Arts District e Atlantic (la sezione nord tra Little Tokyo/Arts District e APU/Citrus College è diventata invece parte della linea A). Inoltre, il colore della linea è stato modificato da azzurro a giallo.

## Caratteristiche
| Urban head station |

| Urban station on track |

| Urban station on track |

| Unknown route-map component "dRP4q" | Unknown route-map component "uSKRZ-G4o" | Unknown route-map component "dRP4q" |

| Unknown route-map component "dRP4q" | Unknown route-map component "uSKRZ-G4u" | Unknown route-map component "dRP4q" |

| Urban station on track |

| Unknown route-map component "utBHFa@g" |

| Unknown route-map component "dRP4q" | Unknown route-map component "utSKRZ-G4" | Unknown route-map component "dRP4q" |

| Urban tunnel station on track |

| Unknown route-map component "dRP4q" | Unknown route-map component "utSKRZ-G4" | Unknown route-map component "dRP4q" |

| Unknown route-map component "utBHFe@g" |

| Unknown route-map component "CONTgq" | Unknown route-map component "umhKRZa" | Unknown route-map component "CONTfq" |

| Unknown route-map component "dWASSERq" | Unknown route-map component "uhKRZW" | Unknown route-map component "dWASSERq" |

| Unknown route-map component "CONTgq" | Unknown route-map component "umhKRZe" + Unknown route-map component "PORTALf" | Unknown route-map component "CONTfq" |

| Unknown route-map component "uCONTgq" + Unknown route-map component "PORTALl" | Unknown route-map component "utABZg+r" |  |

| Urban tunnel station on track |

| Unknown route-map component "utCONT2" | Urban tunnel station on track + Unknown route-map component "utSTRc3" |  |

| Unknown route-map component "utSTRc1" | Unknown route-map component "utKRZ2+4tu" | Unknown route-map component "utSTRc3" |

|  | Urban tunnel station on track + Unknown route-map component "utSTRc12" | Unknown route-map component "utSTR3+4" |

| Unknown route-map component "utSTRc2" | Unknown route-map component "utSTR3+1" + Urban tunnel station on track | Unknown route-map component "utSTRc4" |

| Unknown route-map component "utCONT1" | Unknown route-map component "utBHFe@g" + Unknown route-map component "utSTRc4" |  |

| Unknown route-map component "dRP4q" | Unknown route-map component "uSKRZ-G4u" | Unknown route-map component "dRP4q" |

|  | Unknown route-map component "uABZgl" | Unknown route-map component "uCONTfq" |

| Urban station on track |

| Unknown route-map component "dRP4q" | Unknown route-map component "uSKRZ-G4o" | Unknown route-map component "dRP4q" |

| Urban station on track |

| Unknown route-map component "uTUNNEL1" |

| Urban station on track |

| Urban station on track |

| Urban station on track |

|  | Unknown route-map component "utKSTRaq" + Urban station on track | Unknown route-map component "utCONTfq" |

| Urban station on track |

| Unknown route-map component "lhBHFae" + Urban station on track |

| Unknown route-map component "uhBHFa" |

| Unknown route-map component "dWASSERq" | Unknown route-map component "uhKRZW" | Unknown route-map component "dWASSERq" |

| Unknown route-map component "uhBHFe" |

| Unknown route-map component "uDBHF" |

| Unknown route-map component "dRP4q" | Unknown route-map component "uSKRZ-G4u" | Unknown route-map component "dRP4q" |

| Urban station on track |

| Unknown route-map component "uhBHFa" |

| Unknown route-map component "dRP4q" | Unknown route-map component "uhSKRZ-G4u" | Unknown route-map component "dRP4q" |

| Unknown route-map component "uhBHFe" |

| Urban station on track |

| Urban station on track |

| Urban End station |

La linea E ha una lunghezza complessiva di 35 km ed è dotata di 29 stazioni. Il capolinea nord si trova presso la stazione Atlantic, da qui la linea si dirige verso ovest al centro di 3rd Street, servendo East Los Angeles. Dopo la stazione Indiana la linea devia lungo 1st Street sviluppandosi parzialmente in sotterranea. Una volta superato il fiume Los Angeles, la linea ritorna in sotterranea durante l'attraversamento di Downtown, impiegando il Regional Connector che è condiviso con la linea A, per poi emergere in superficie a sud della stazione di 7th Street/Metro Center. Presso l'incrocio tra Washington Boulevard e Flower Street le due linee divergono: la linea E continua su Flower Street, mentre la linea A si dirige a est su Washington Boulevard. Successivamente, la linea devia verso ovest su Exposition Boulevard, incrocia Venice Boulevard presso Culver City e poi ritorna su Exposition Boulevard, dove continua fino al capolinea sud di Downtown Santa Monica.

### Servizio
La linea ha un tempo di percorrenza di 68 minuti ed è attiva tra le 3:40 circa e l'1:30 del giorno dopo. Le frequenze sono di 8-10 minuti in gran parte della giornata e di 20 minuti durante la sera.

## Progetti
È in progettazione il prolungamento della linea verso est dall'attuale capolinea Atlantic fino a Lambert, nella città di Whittier.